# Meester van de Antwerpse Aanbidding

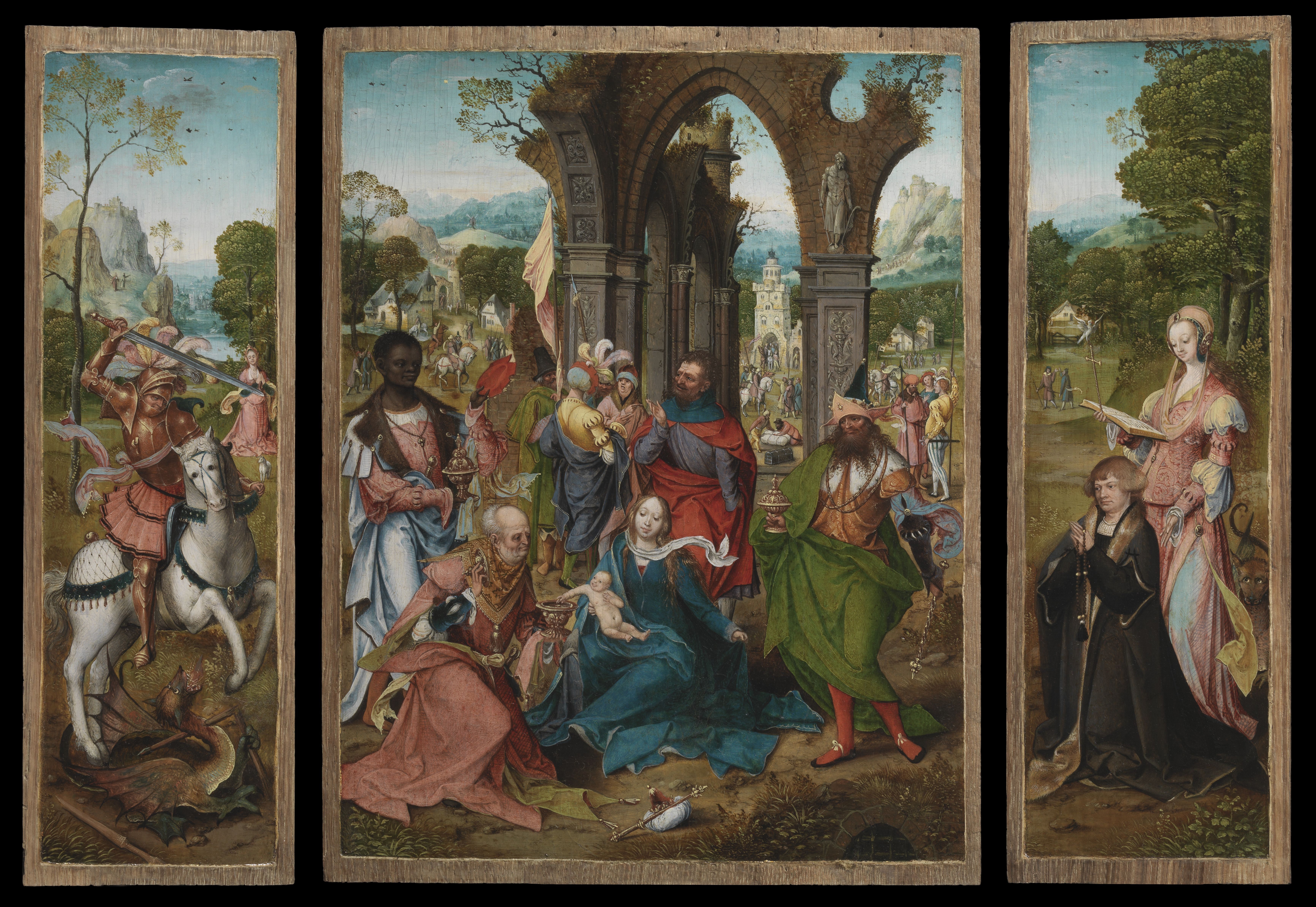
Aanbidding door de koningen, 16de eeuw, Koninklijk Museum voor Schone Kunsten, Antwerpen

De Meester van de Antwerpse Aanbidding is een noodnaam voor een kunstschilder uit Antwerpen die in het eerste deel van de 16e eeuw, vermoedelijk tussen 1500 en 1520, actief was. Het is niet uitgesloten dat hij ook actief was in Brugge of Gent.

## Naamgeving
Hij behoorde tot de groep van Antwerpse manieristen die hun naam kregen van Max Jakob Friedländer in 1915. Aan deze meester werd door Friedländer een groep van 10 werken toebedeeld (de D-groep) die hij de Groep van de Antwerpse Aanbidding noemde.

## Stijlkenmerken
Hij schilderde onder meer de Antwerpse Aanbidding door de koningen, zijn eponiem werk. Het Antwerps maniërisme komt hier tot uiting door de plooival van de kledij van de personages die ontsnapt aan Newtons Wetten van de zwaartekracht en hun weinig natuurlijke lichaamshoudingen. Het decor vertoont architectuur die aan de fantasie van de meester is ontsproten en zijn virtuositeit wil benadrukken. Ook in dit schilderij dragen de afgebeelde figuren exotische kleren en opzichtige hoofddeksels. Het doek werd geschilderd toen het Antwerps maniërisme zijn hoogtepunt beleefde, samen met de opkomst van de stad als metropool, en dit soort werken exporteerde men naar alle hoeken van Europa. Men kopieerde originele composities in varianten en recycleerde motieven. De verkoopbaarheid bepaalde het onderwerp en stijl.
Maar hoewel deze meester dezelfde stijl en compositieschema's gebruikt als zijn stadsgenoten uit die periode, kan men in zijn werk een grotere soepelheid, zin voor ruimtelijke ordening en meer logica in de vormgeving ontdekken. Deze meester levert werk af dat het commerciële massaproduct van zijn tijd toch iets overstijgt.

## Werken
Hierbij vindt men een lijst van werken toegeschreven aan deze meester
- Aanbidding door de koningen, ca. 1519, Koninklijk Museum voor Schone Kunsten, Antwerpen
- Aanbidding door de koningen (inv. 2599), Brussel, Koninklijke Musea voor Schone Kunsten van België (het middenpaneel is zeer vergelijkbaar met dat van Antwerpen)
- Aanbidding der wijzen (inv. 336), Brussel, Koninklijke Musea voor Schone Kunsten van België (het middenpaneel is zeer vergelijkbaar met dat van Antwerpen)
- Vermenigvuldiging der Broden of Christus met de Kinderen, Wallraf-Richartz-Museum, Keulen (stad)|Keulen
- Maria Salome en haar familie, ca. 1520-1530, Antwerpen, Koninklijk Museum voor Schone Kunsten
- De presentatie in de tempel, De aanbidding van de herders en de Annunciatie, eerste kwart 16de eeuw, Bonnefantenmuseum, Maastricht
- Koning David krijgt het water van de citerne van Bethlehem, ca. 1515-1520, Art Institute of Chicago, Chicago
- Heilige Ambroius met stichter, Museo Civico - Pinacoteca Malaspina, Pavia
- De Heilige Familie, Stedelijk Museum Het Prinsenhof, Delft

## Weblinks
- (nl)  afbeeldingen van toegeschreven werken KIK-IRPA
- (nl)  Biografische gegevens op RKD-Nederlands Instituut voor Kunstgeschiedenis.[5]
- (nl)  Meester van de Aanbidding te Antwerpen op de website van Het Gulden Cabinet.
- (nl)  Aanbidding der wijzen op de website van de Koninklijke Musea voor Schone Kunsten van België.

- Gemeinsame Normdatei: 123699274
- RKD-Nederlands Instituut voor Kunstgeschiedenis: 112112
- Union List of Artist Names: 500032309
- Virtual International Authority File: 5847279
- WorldCat: E39PBJhmPgcJVb9C6dC8vFhT73